# Халоупек, Штепан
Ште́пан Ха́лоупек (чеш. Štěpán Chaloupek; 8 марта 2003, Мезиборжи) — чешский футболист, защитник пражской «Славии».

## Клубная карьера
Футбольные шаги начал делать в академии «Мезиборжи», затем продолжил развитие в системе «Теплице». В августе 2021 года подписал свой первый профессиональный контракт и дебютировал в составе «Теплице» в Кубке Чехии 22 сентября 2021 года. Первое появление в высшем дивизионе Чехии произошло 7 ноября 2021 года — именно тогда он вышел на поле против «Спарты».
Сезоны 2022/23 и 2023/24 провёл основным игроком «Теплице»: всего сыграл около 59 матчей и забил 3 гола в чемпионате, став лучшим игроком клуба по итогам сезона 2023/24.
5 января 2024 года согласовал переход в «Славию» — контракт вступил в силу 1 июля 2024. В дебютном сезоне за новый клуб на май 2025 он отыграл не менее 17 матчей в чемпионате и сыграл свои первые матчи в составе «Славии B» и главной команды.

## Карьера в сборной
С 2023 по 2025 год регулярно привлекался в молодёжную сборную Чехии. Дебют состоялся 7 сентября 2023 года в товарищеском матче против Словакии, где он вышел в стартовом составе. К маю 2025 провёл не менее 10 матчей в этом составе, включая отборочный цикл Евро‑2025, и стал одним из ключевых защитников сборной молодёжи .
5 июня 2025 года был включен в окончательную заявку молодёжной сборной на молодёжный чемпионат Европы 2025.